# Parayoldiella angulata
Parayoldiella angulata is een tweekleppigensoort uit de familie van de Nuculanidae. De wetenschappelijke naam van de soort is voor het eerst geldig gepubliceerd in 1985 door Filatova & Schileyko.